# پوستوپالوو
پوستوپالوو (انگلیسی: Postupalovo) یک شهرک در شهرستان ایگلینسکی استان باشقیرستان کشور روسیه است.